# Liste de comune din România grupate pe județe
Această pagină este o listă a comunelor din România, grupate pe județe.